# Stadtmuseum Ibbenbüren

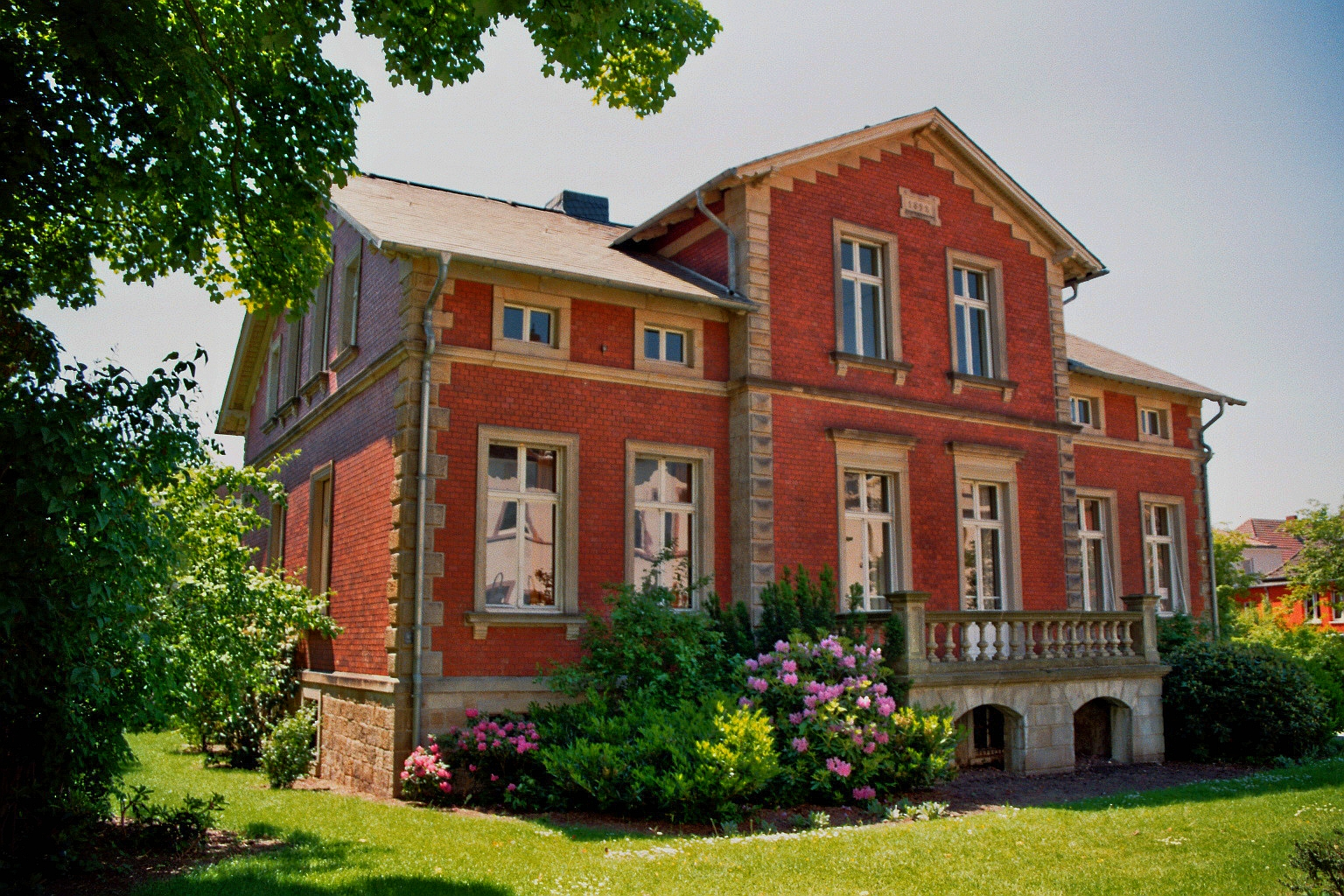
Im Haus Herold ist seit 2008 das Stadtmuseum Ibbenbüren untergebracht

Das Stadtmuseum Ibbenbüren ist ein Stadt- und Heimatmuseum, das sich mit der Geschichte und Entwicklung der Stadt Ibbenbüren im Tecklenburger Land auseinandersetzt. Es befindet sich in der denkmalgeschützten Villa Többen, auch bekannt als Haus Herold, aus dem Jahr 1892.

## Geschichte
Bereits im Jahr 1933 wurde vom Heimatverein Ibbenbüren ein erstes Stadtmuseum an der Brunnenstraße gegründet. Dieses wurde jedoch nur elf Jahre später im Zweiten Weltkrieg zerstört und nicht wieder aufgebaut. Erst 2007, als das Haus Herold von der Stadt verkauft werden sollte, sich allerdings kein Käufer fand, wurde die Idee eines Stadtmuseums neu aufgegriffen. So wurde im August 2007 der Förderverein Heimatmuseum gegründet und begann seine Arbeit. Am 10. November 2007 überließ die Stadt Ibbenbüren dem Förderverein die Villa zur Nutzung als Museum, die offizielle Vereinbarung darüber wurde am 23. Januar 2008 geschlossen. Seitdem beherbergt das Haus Herold das Stadtmuseum. In Absprache mit dem Ibbenbürener Standesamt werden hier auch Trauungen in historischem Ambiente angeboten.

## Ausstellung
Neben einer Dauerausstellung von Erinnerungsstücken, die die Geschichte der Stadt Ibbenbüren von der frühesten Besiedlung bis hin zu einer Mittelstadt mit rund 50.000 Einwohnern dokumentiert, werden zudem Sonderausstellungen gezeigt. Diese behandeln insbesondere Einzelthemen zur Geschichte der Stadt.